# Muschelgeld

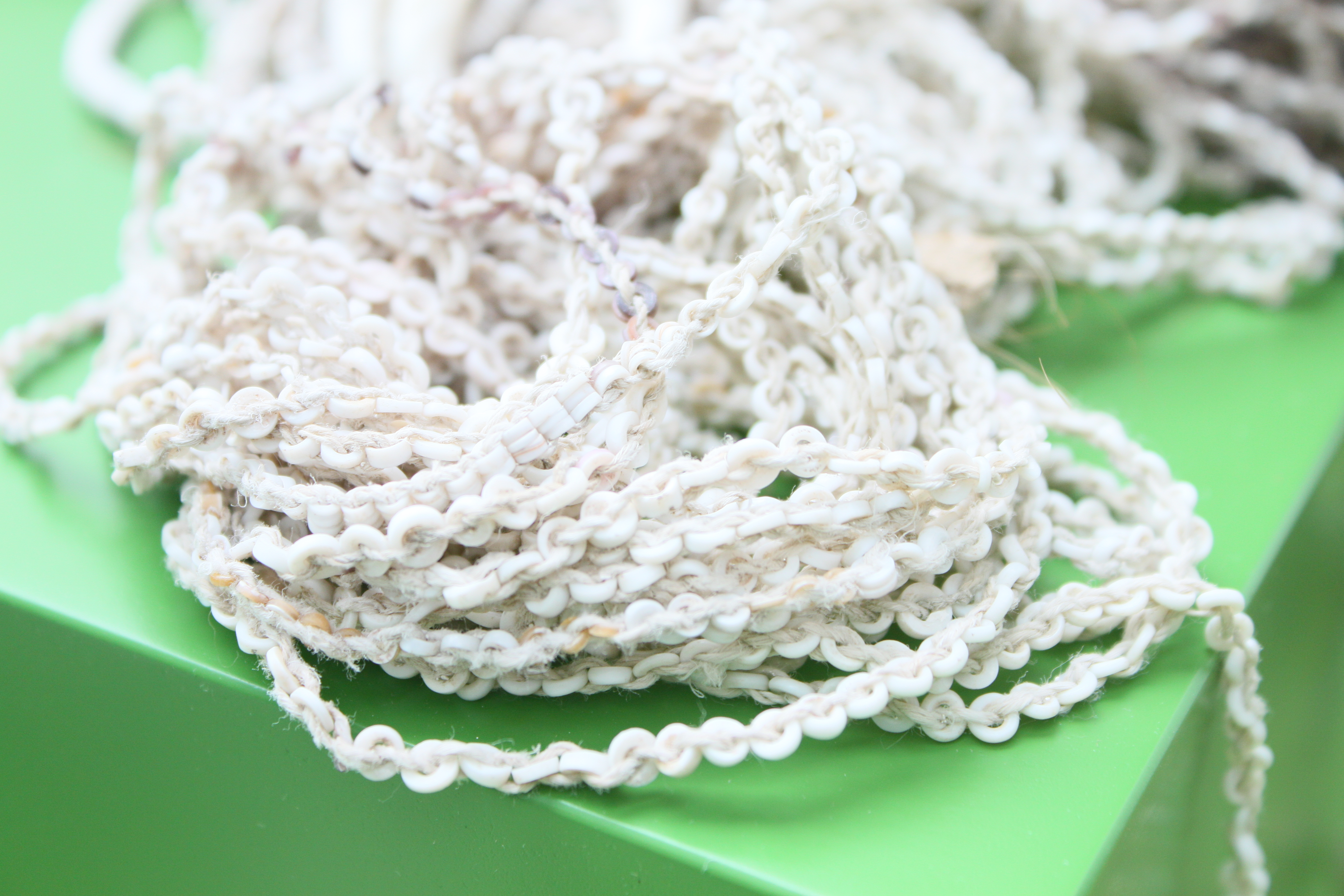
Tabu-Muschelgeldschnüre von der Insel Neuirland in Papua-Neuguinea (um 1900), noch heute zu Tausch- und Kultzwecken gebräuchlich (2011)

Muschelgeld ist eine Sammelbezeichnung für verschiedene vormünzliche (prämonetäre) Formen von einfachem Geld (Primitivgeld), die bei indigenen Völkern vor allem in Afrika, Amerika, Asien und im Südpazifik verwendet wurden und teils noch werden. Bei einigen Völkern dient eine Muschelwährung heute als Komplementärwährung neben der offiziellen Geldwährung. Auch das Kaurigeld und anderes Schneckenhausgeld werden als Muschelgeld bezeichnet, obwohl es aus den Gehäusen von Schnecken hergestellt wird. Eine echte Muschelschale, die als Muschelgeld genutzt wird, ist die der Macoma nasuta. Teilweise wird auch die Bezeichnung „Molluskengeld“ benutzt, zu den Mollusken (Weichtieren) zählen sowohl Muscheln als auch Schnecken.
Meist besteht das Muschelgeld aus kleinen, rundlichen Scheibchen, die auf Schnüre aufgezogen und nach ihrer Länge bewertet werden. Manchmal sind die Perlenschnüre in regelmäßigen Abständen mit andersfarbigen Messperlen versehen, die eine einfachere Längenmessung der betreffenden Geldschnüre erlauben. Teilweise wird diese Art von Zahlungsmittel noch heute verwendet, vor allem in rituellen Zusammenhängen, beispielsweise zur Zahlung eines Brautpreises vor der Heirat oder bei Bestattungen. In manchen Kulturen wurden oder werden die Muschelscheiben nicht als Zahlungsmittel aus der Hand gegeben, sondern die Bänder dienen als eine Art Konto, bei der jede kleine Scheibe einen Vertrag repräsentierte und bei Bezahlung vom Band entfernt wird. Es gibt Varianten des Muschelgeldes, bei denen die Muschelscheiben mit anderen wertvollen Gegenständen, unter anderem Knochen, kombiniert werden. Außer kleinen Muschelscheiben können auch Armringe aus der innersten Schalenschicht (Perlmutt) eine Geldfunktion haben.

## Vorkommen

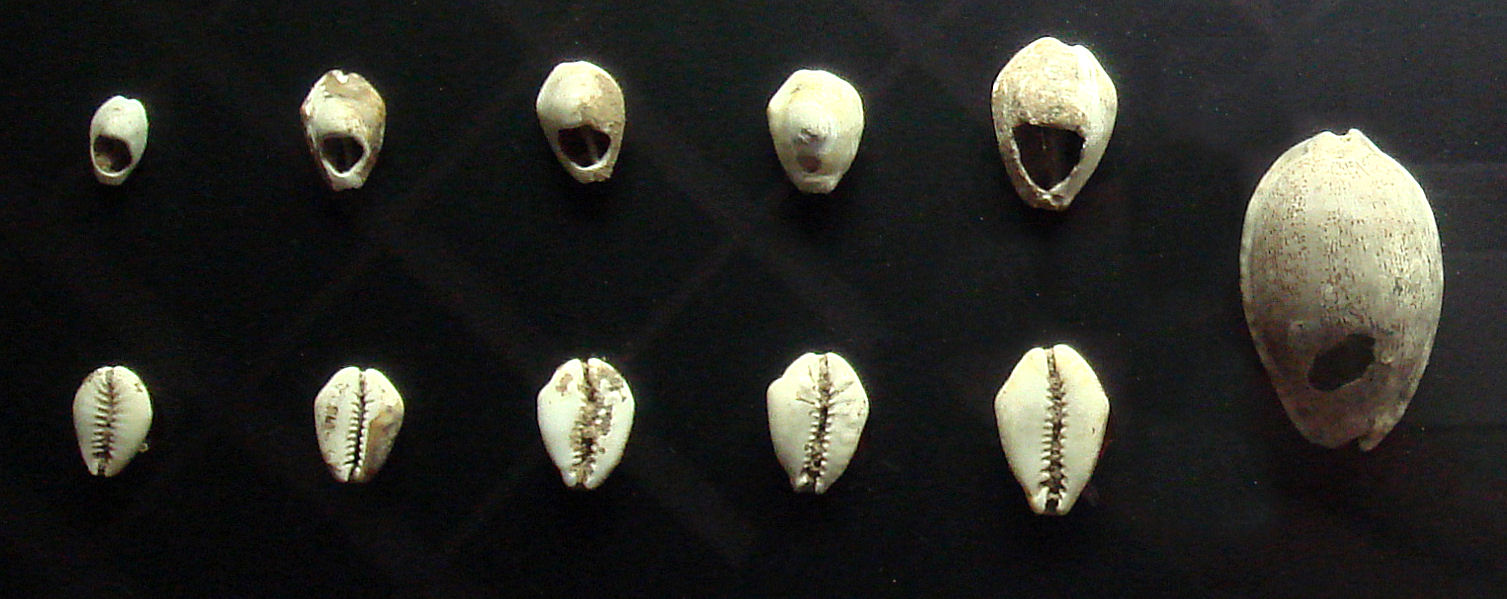
Chinesisches Muschelgeld, 16. Jahrhundert (2008)

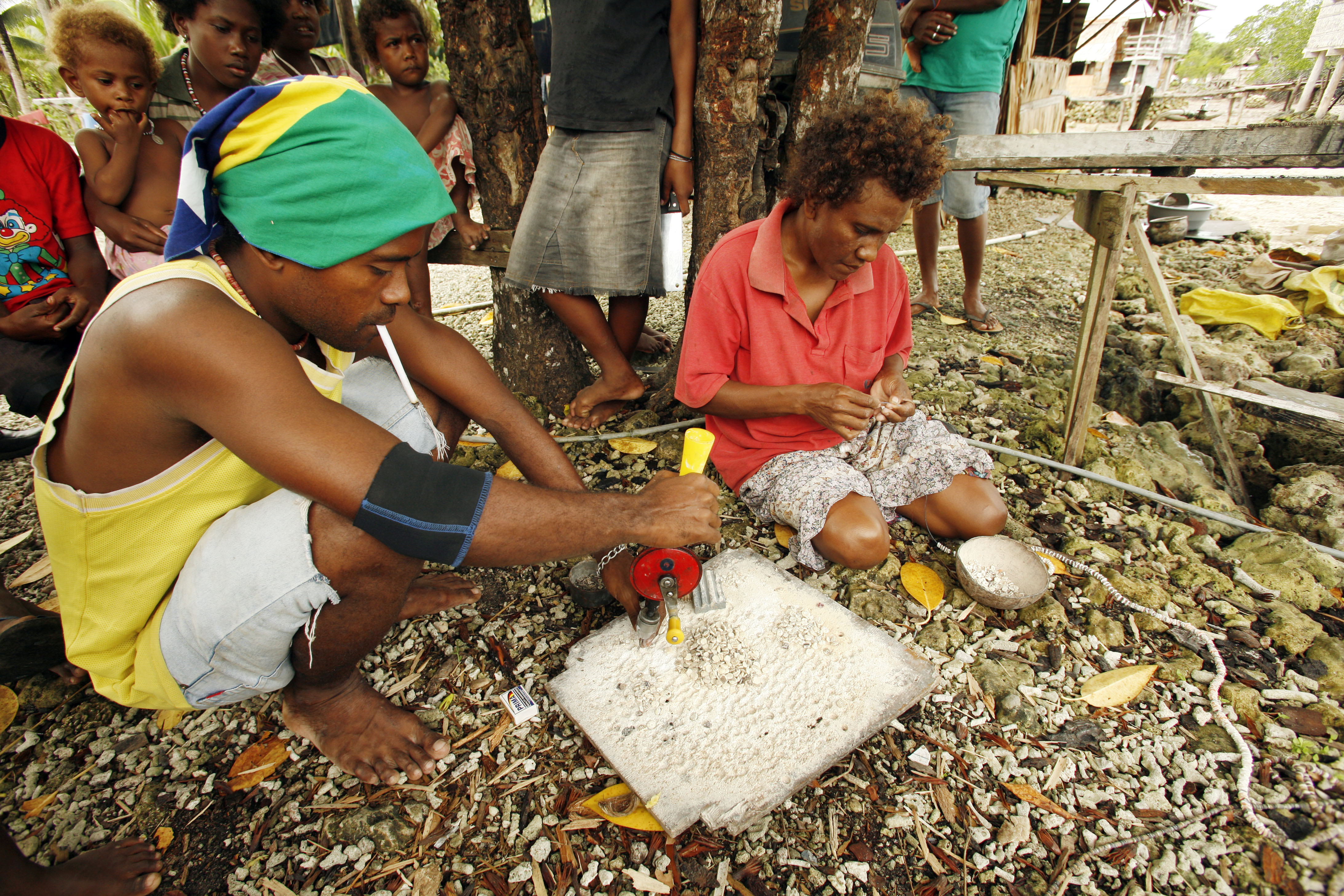
Herstellung von Abololo-Muschelgeld in Auki auf den Salomonen (2007)

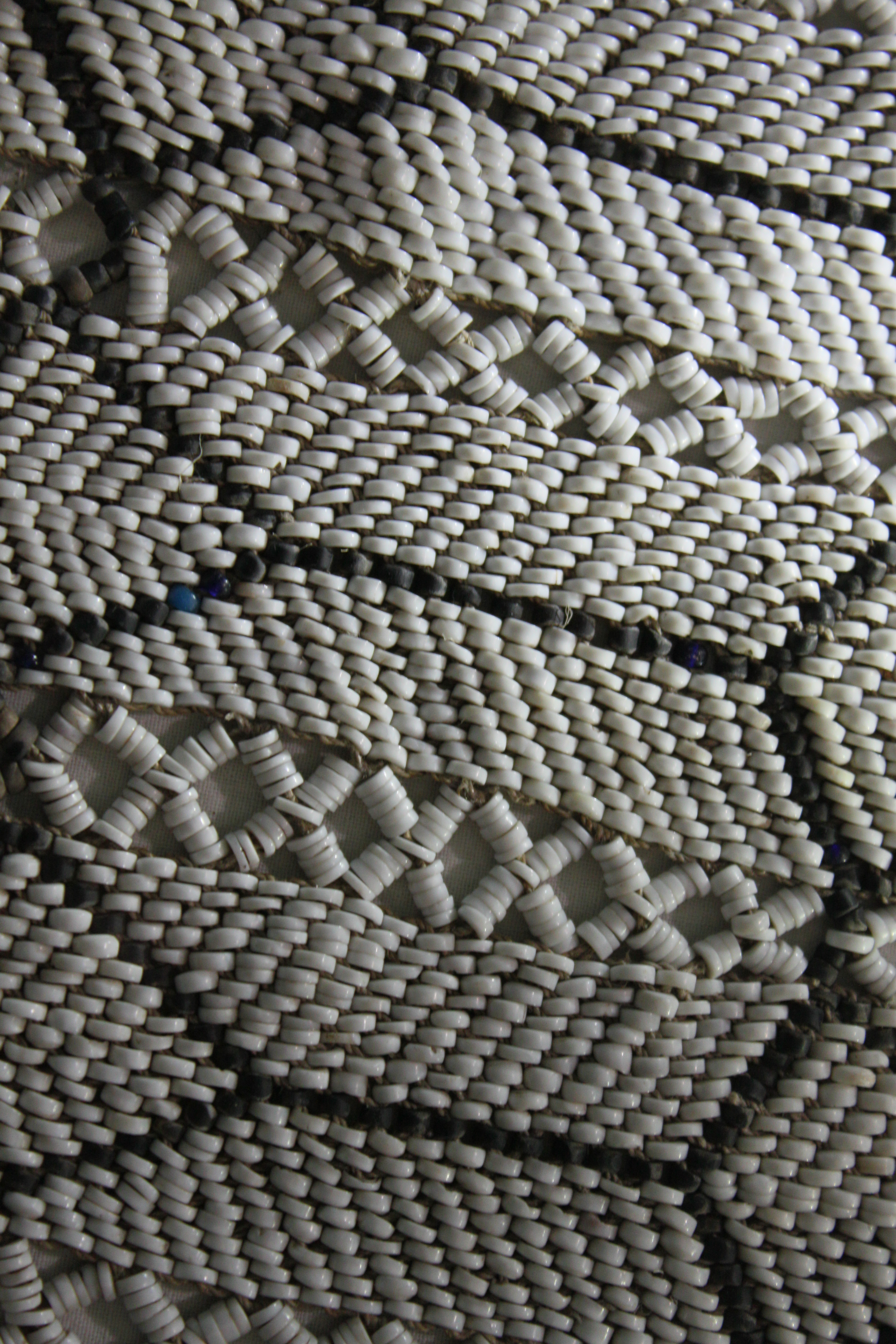
Festschurz aus Muschelgeld (Schneckenschalen-Scheiben), Admiralitätsinseln, Papua-Neuguinea (2011)

Die verbreitetste Form von Muschelgeld war das Kaurigeld aus den Gehäusen von Kaurischnecken, das in Afrika, Asien und Ozeanien in Gebrauch war und heute nur noch traditionelle Bedeutung hat.
Asien und Ozeanien
- Das Tabu-Muschelgeld des Tolai-Volkes auf Neubritannien in Papua-Neuguinea hat neben seiner Bedeutung als Komplementärwährung auch tiefgreifende kultische, religiöse und spirituelle Bedeutungen.
- Das Aaht-Muschelgeld wurde als Währung vorwiegend im Bereich der Marshall-Inseln im westlichen Pazifik benutzt.
- Das Diwarra-Schneckenhausgeld aus der Landschnecke Nassa camelius war in Melanesien verbreitet, um 1900 noch die landesübliche Währung im Bismarck-Archipel.
- Das Kula-Ritual ist ein Gabentausch-System von Muschel-Halsketten und -Armreifen zwischen den verschiedenen Trobriand-Inseln im Pazifik.

Afrika
- Dongo, Achatina-Geld oder Achatschneckengeld wurde in Westafrika auf Schnüre aufgezogen und um den Hals oder die Hüften getragen.

Nordamerika
- Wampum-Perlen aus Meeresschnecken und Muscheln dienten Indianer-Stämmen an der Ostküste als Tauschmittel.

## Herstellung
Die küstennahen Bewohner zerbrachen die Muscheln, durchbohrten die Scheiben mit Hilfe angespitzter Stöcke (heute: Drillbohrer) und reihten sie an einem Band auf. Die fertigen Bänder wurden anschließend mit Steinen abgeschliffen. Bei der Herstellung gab es eine Arbeitsteilung: Die Frauen sammelten und sortierten die Muscheln, während es den Männern vorbehalten war, die Bänder anzufertigen und die Muscheln abzuschleifen.
Aufgrund der knappen Verfügbarkeit und der schwierigen Herstellung des Muschelgeldes wurde der Wert des Muschelgeldes natürlich reguliert. Die Muscheln wurden nicht wie Münzen einzeln, sondern im Verbund, als Geldschnüre, genutzt. Anstatt die einzelnen Scheiben zu zählen, wurde oft die Länge der bepackten Bänder als Wertmaß angenommen.